# Nevado del Ruiz
Nevado del Ruiz ist ein Vulkan im südamerikanischen Staat Kolumbien, der zweithöchste aktive Vulkan auf der nördlichen Erdhalbkugel.
Ursache für den Vulkanismus in dieser Region ist das Abtauchen der ozeanischen Nazca-Platte, die sich in nordöstlicher Richtung bewegt, unter die kontinentale südamerikanische Platte, die sich nach Nordwesten schiebt. Als Folge kommt es am Westrand des Kontinents immer wieder zu Erdbeben und aktivem Vulkanismus.
Obwohl der Nevado del Ruiz nur etwa 500 km nördlich des Äquators liegt, ist er durch seine Höhe von einer Kappe aus Eis und Schnee bedeckt. Die Eiskappe schmilzt, bis in die 1980er Jahre betrug ihre Größe noch über 20 km². Durch einen Ausbruch 1985 taten sich Risse und Kanäle in der Eiskappe auf. Im Zuge der weltweiten Gletscherschmelze geht die Eisbedeckung weiter zurück, 2016 waren noch 10,11 km² übrig. Bis 2022 schwand der Gletscher weiter auf 7,68 km².
Auf Grund von Gesteins- und Bodenproben wird der älteste Ausbruch des Vulkans auf einen Zeitpunkt 4660 Jahre v. Chr. datiert. Nach der Eroberung Südamerikas durch die Spanier ist ein erster Ausbruch aus dem Jahr 1570 überliefert.
Der Hauptkrater Arenas des Vulkans liegt am Nordostrand der Eiskappe. Da die drei letzten Eruptionen vom Arenas-Krater ausgingen, gingen jeweils als Folge des Ausbruchs in nordöstlicher Richtung große Schlammlawinen aus geschmolzenem Schnee und Eis ab, so genannte Lahare.

## Geologie und Geographie
Nevado del Ruiz, der etwa 129 km westlich von Bogotá liegt, gehört zur Gebirgskette der Anden. Der Vulkan ist Teil des Ruiz-Tolima-Vulkanmassivs (auch Cordillera Central genannt), einer Gruppe von fünf vergletscherten Vulkanen, zu der auch die Vulkane Tolima, Santa Isabel, Quindío und Machín gehören. Das Massiv befindet sich am Schnittpunkt von vier Verwerfungen, von denen einige noch aktiv sind.
Der Nevado del Ruiz liegt innerhalb des Pazifischen Feuerrings, einer Region, die den Pazifischen Ozean umgibt und einige der aktivsten Vulkane der Welt beherbergt. Er ist der drittnördlichste Vulkan der Nordvulkanischen Zone des Andenvulkanischen Gürtels, in dem 75 der 204 südamerikanischen Vulkane aus dem Holozän liegen. Der Andenvulkanische Gürtel entsteht durch die Subduktion der ozeanischen Nazca-Platte unter die kontinentale Südamerikanische Platte. Wie bei vielen Subduktionszonen-Vulkanen kann der Nevado del Ruiz explosive plinianische Eruptionen erzeugen, die pyroklastische Ströme auslösen und Schnee sowie Gletscher am Gipfel schmelzen lassen – was wiederum zerstörerische Lahare (Schlamm- und Gerölllawinen) verursachen kann.
Wie viele andere Andenvulkane ist der Nevado del Ruiz ein Schichtvulkan: ein mächtiger, annähernd kegelförmiger Vulkan, der aus zahlreichen Schichten aus erstarrter Lava und Tephra (einschließlich Vulkanasche) besteht. Seine Laven sind andesitisch-dazitischer Zusammensetzung. Der heutige Vulkankegel umfasst fünf Lavadome, die alle innerhalb der Caldera eines früheren Ruiz-Vulkans entstanden sind: Nevado El Cisne, Alto de la Laguna, La Olleta, Alto la Pirana und Alto de Santano. Er erstreckt sich über eine Fläche von mehr als 200 km² und misst in Ost-West-Richtung etwa 65 km. Der breite Gipfel des Berges beherbergt den Arenas-Krater, der einen Durchmesser von 1 km und eine Tiefe von 240 m aufweist.
Der Nevado del Ruiz liegt – ebenso wie seine Nachbarvulkane Nevado El Cisne und Nevado de Santa Isabel im Südwesten – über der Palestina-Verwerfung, die das darunterliegende El-Bosque-Batholith durchschneidet, dessen Alter auf 49,1 ± 1,7 Millionen Jahre datiert wird.
Der Gipfel des Vulkans weist steile Hänge mit Neigungen zwischen 20 und 30 Grad auf. In niedrigeren Lagen werden die Hänge flacher (etwa 10 Grad Neigung). Von dort erstrecken sich Ausläufer fast bis zum Río Magdalena im Norden und zum Río Cauca im Westen. An zwei Hauptseiten des Gipfels zeigen Abbruchkanten, wo in der Vergangenheit Felsstürze stattfanden. In einigen Fällen schmolz das Eis am Gipfel und löste verheerende Lahare aus – darunter den tödlichsten Vulkanausbruch des Kontinents im Jahr 1985. Am südwestlichen Hang des Vulkans befindet sich der pyroklastische Kegel La Olleta, der derzeit nicht aktiv ist, aber möglicherweise in historischer Zeit ausgebrochen ist.

## Vulkanische Aktivität

### Vulkanausbruch 1985
Für weltweites Aufsehen sorgte der Nevado del Ruiz am 13. November 1985, als zweieinhalb Stunden nach dem Ausbruch des Vulkans eine Schlammlawine die 47 km entfernte Stadt Armero erreichte und mehr als 5000 Gebäude und über 22.000 Menschen unter sich begrub.
Besondere Aufmerksamkeit erfuhr die 13-jährige Omayra Sánchez, die drei Tage lang in einer Schlamm- und Schuttgrube feststeckte und deren Todeskampf weltweit in den Medien mitverfolgt wurde.
Schlammlawinen dieser Art an diesem Vulkan sind aus den Jahren 1595 und 1845 bekannt; die Stadt Armero war auf den Ablagerungen eines dieser früheren Lahars errichtet.

### Vulkanaktivität 2012
Seit April 2012 zeigte der Nevado del Ruiz wieder verstärkte Aktivität. Nach einer Reihe von Erdbeben begann der Vulkan Ende Mai 2012 wieder Asche auszustoßen. 1500 Menschen wurden evakuiert. Ende Juni 2012 brach der Nevado del Ruiz aus und spuckte eine 8 Kilometer hohe Aschenwolke in den Himmel. 2000 Menschen wurden evakuiert.

### Unruhe 2023
Nach dem 24. März 2023 nahm nach Behördenangaben die Aktivität deutlich zu, und die Warnstufe wurde auf die zweithöchste (Orange) erhöht, weil ein größerer Ausbruch unmittelbar bevorzustehen schien. Mit der Evakuierung eines kleinen Dorfes wurde bereits begonnen. Von einem Ausbruch wären 57.000 Menschen betroffen. Diese siedeln überwiegend auf Flächen, welche durch Lahare bedroht sind, die durch das Schmelzen von Eis und Schnee auf dem Gipfel des Vulkanes ausgelöst werden könnten. Der Vulkan war schon seit geraumer Zeit mit Aschewolken und Erdbeben aktiv. Diese Aktivität verstärkte sich aber nun. Es ergab sich ein Bild, als würde sich unter dem Vulkan ein Bereich mit Magma füllen. Die kolumbianische Katastrophenschutzbehörde (UNGRD) stellte am 14. April 2023 die Evakuierungspläne für 22 Gemeinden in einem 15 km Umkreis um den Vulkan herum vor. Des Weiteren wurden vorsorglich einige Hubschrauberlandeplätze angelegt. Die Bürger wurden aufgefordert, sich mit den offiziellen Notfall- und Evakuierungsplänen vertraut zu machen und darauf ausgerichtet, eigene Notfallpläne herzustellen. Ebenso sollten Notfallkoffer für die Flucht bereitgehalten und Trinkwasservorräte gegen eine Kontaminierung durch Vulkanasche abgedeckt werden.
Obwohl der Ausbruch 1985 23.000 Opfer kostete, weigerten sich aber viele Anwohner, ihr Land zu verlassen. Der Grund war, dass beim letzten Ausbruch ebenfalls gewarnt und evakuiert worden war, die Lahare dann aber ausblieben, den Evakuierten stattdessen das Vieh und anderer Besitz gestohlen worden waren und sie so ebenfalls in ihrer Lebensgrundlage bedroht. In einem Bulletin vom 27. April 2023 teilte der Kolumbianische Geologische Dienst (SGC) mit, dass sich die Erdbebenaktivität durch die Gesteinsbewegungen an den Bruchstellen weiter leicht verstärkt hätte. Diese Erdbebenaktivitäten fanden hauptsächlich in den nördlichen und nordöstlichen Bereichen des Vulkans in Tiefen von 2 bis 3,5 km statt. Die Erdbebenaktivität durch fließendes Magma war auf dem gleichen Niveau wie an den Vortagen geblieben. Dieses passte zur Beobachtung der gleichbleibenden Aktivität durch in Abständen ausgestoßene Aschewolken von maximal 1800 m Höhe. Zwei beobachtete Wärmeanomalien am Grunde des Kraters bestanden weiter fort. Daher war weiter davon auszugehen, das der Vulkan weiterhin sehr instabil ist. Eine Veränderung im Rhythmus der Eruption deutete nicht darauf hin, dass die Aktivität des Vulkanes zurückgegangen war. Ein größerer schwerer Ausbruch war in den nächsten Tagen oder Wochen weiter sehr wahrscheinlich, daher verblieb für diesen Vulkan die Warnstufe auf Orange. Einem Aktivitätsbulletin des Kolumbianischen Geologischen Dienstes vom 8. August 2023 war dann zu entnehmen, dass sich der Vulkan etwas beruhigt hat, und deshalb auf die Warnstufe „Gelb“ (ungewöhnliche Aktivität) zurückgestuft wurde. Es werden aber weiterhin Aschewolken ausgestoßen, und es finden leichte Erdbeben statt.
Diese leichte Aktivität setzte sich über 2023 und 2024 hinweg fort. In einem Bulletin vom 7. Januar 2025 berichtet der kolumbianische geologische Dienst für den Zeitraum vom 31. Dezember 2024 bis zum 6. Januar 2025 von andauernder seismischer Aktivität und ausgestoßenen Aschewolken, die Höhen bis maximal 2,2 km erreichten. Die Erdbeben wurden meistens im Bereich des Arenas-Kraters und an den nordöstlichen, östlichen, südöstlichen, südwestlichen und nordwestlichen Flanken des Vulkans registriert. Die meisten davon waren dichter als 5 km am Vulkan und in Tiefen von 1 bis 7 km vom Gipfel aus. Die Satellitenüberwachung zeigte mehrere heiße Stellen am Boden des Arenas-Kraters. Es wird empfohlen, die Nähe des Arenas-Kraters zu meiden und sich auch nur so kurz wie möglich auf der Straße von Murillo nach Cerro aufzuhalten. Ferner sollten die Täler der Flüsse Gualí, Azufrado und Lagunilla, die am Vulkan entspringen, gemieden werden, da sie sich in der Zone mit hoher vulkanischer Gefährdung insbesondere durch Lahare, befinden. Der Nevado del Ruiz befindet sich als aktivster Vulkan in Kolumbien seit 2012 in einem Eruptionsmodus, der durch kleinere Eruptionen mit Ascheemissionen gekennzeichnet ist. Die aktuelle Warnstufe ist weiterhin „Gelb“, was die zweite Stufe in der vierstufigen Skala bedeutet.

## Gletscher
Der Nevado del Ruiz ist von Gletschern bedeckt, die sich vor mehreren Jahrtausenden gebildet haben und seit dem Letzten Glazialen Maximum allmählich zurückgehen. Vor 28.000 bis 21.000 Jahren bedeckten die Gletscher noch etwa 1.500 km² des Ruiz-Tolima-Massivs. Selbst vor 12.000 Jahren, als sich die Eisdecke der letzten Eiszeit bereits zurückzog, erstreckten sie sich noch über 800 km². Während der Kleinen Eiszeit (ca. 16.–19. Jahrhundert) bedeckten sie etwa 100 km².
Seitdem schrumpfen die Gletscher weiter aufgrund der globalen Erwärmung..Im Jahr 1959 war die vergletscherte Fläche bereits auf 34 km² reduziert. Nach dem Ausbruch von 1985, der etwa 10 % der Gipfeleisdecke zerstörte, halbierte sich die Fläche von 17–21 km² (unmittelbar nach dem Ausbruch) auf ca. 10 km² im Jahr 2003. Während die Gletscher 1985 noch bis auf 4.500 m hinabreichten, lagen Anfang der 2000er Jahre ihre unteren Grenzen nur noch bei 4.800–4.900 m. Im Jahr 2022 waren noch 7,6 km² vergletschert.
Das dicke Eis des Gipfelplateaus könnte eine Caldera verbergen, da fünf Lavadome sichtbar wurden, als das Eis zurückging.
Das Schmelzwasser speist die Flüsse Cauca (Westen) und Magdalena (Osten). Die Gletscher versorgen 40 Gemeinden mit Trinkwasser, weshalb Wissenschaftler und Behörden besorgt sind über die zukünftige Wasserversorgung, falls die Gletscher vollständig verschwinden.

### Wissenschaftliche Beiträge
- Nevado del Ruiz im Global Volcanism Program der Smithsonian Institution (englisch)
- Vic Camp: Historical Eruptions: Nevado del Ruiz (1985). In: How Volcanoes Work. Dept. of Geological Sciences der San Diego State University (englisch).